# Chromonotus
Chromonotus — рід жуків родини Довгоносики (Curculionidae).

## Зовнішній вигляд
Жуки дрібних та середніх розмірів: 5-13 мм завдовжки. Основні ознаки:
- головотрубка із серединним кілем, звичайно вкороченим спереду й ззаду; посередині лоба є крапка
- передньоспинка із паралельними боками, із перетяжкою біля переднього краю, вкрита рідкими крупними та густими дрібними крапками
- надкрила біля основи ширші за передньоспинку, із окремо загостреними вершинами і плечовими бугорками, опуклою основою 3-го проміжку и бугорцем на 5-му проміжку у вершинній третині надкрил
- 1-й членик джгутика вусиків коротший за 2-й;
- ноги вкриті волосками, що стирчать, лапки знизу із шипами, 1-й і 2-й членики лапок видовжені; кігтики не зрослися біля основи
- Тіло зверху і знизу вкрите густими лусочками і щетинками, що стирчать, малюнок верху утворений світлими й темними полосами й плямами і дуже мінливий

Докладний опис зовнішньої морфології роду дивись, а фотографії жуків цього роду — на.

## Спосіб життя
Принаймні в деяких видів життєвий цикл пов'язаний із рослинами з родини лободових. Дорослі жуки живляться листям кураю, саксаулу та буряків.

## Географічне поширення[4]
Ареал роду тяжіє до сходу Палеарктики. Він охоплює південь європейської частини Росії та Західного Сибіру, Закавказзя, Іран, Середню Азію, Монголію та Китай. Щодо одного виду — Chromonotus vittatus — вказувалось його мешкання на Харківщині, але колекційні матеріали щодо цього невідомі.

## Практичне значення
У деяких працях жуків з роду Chromonotus називають у числі шкідників бурякових плантацій (див., наприклад). Однак даних про реальні економічні збитки при цьому не наводиться.

## Класифікація
Описано 12 видів цього роду, розподілених на три роди:
| Chevrolatius Arzanov, 2006 - Chromonotus bipunctatus Zoubkoff, 1829 - Chromonotus hirsutulus Faust, 1883 - Chromonotus margelanicus Faust, 1883 - Chromonotus pilosellus Fåhraeus. 1842 | Chromonotus Motschulsky, 1860 - Chromonotus beicki Günther, 1937 - Chromonotus pictus Pallas, 1771 - Chromonotus vittatus Zoubkoff, 1829 - Chromonotus zaisanensis Legalov, 1999 | Faustius Arzanov, 2006 - Chromonotus albolineatus Menetries, 1849 - Chromonotus menetriesi Faust, 1884 - Chromonotus richteri Voss, 1959 - Chromonotus staudingeri Faust, 1894 |